# Microchip
Microchip Technology — американська компанія з виробництва 8-ми, 16-ти та 32-х бітних PIC мікроконтролерів, пам'яті та аналогових пристроїв.

## Історія
Компанія була заснована у 1989 році, коли від компанії General Instrument відділився її мікроелектронний підрозділ, як дочірня компанія.

## Продукція

### Мікрокононтролери
Одним з основних напрямків виробництва є виробництво мікроконтролерів сімейства PIC, які преставлені 8-ми, 16-ти та 32-х бітними мікронтролерами та сигнальними процесорами.

### Інтерфейсні мікросхеми
Компанія виготовляє інтерфейсні мікросхеми, такі як: CAN-контролери, Ethernet-контролери, ЦАП, АЦП та ін..

### Аналогові мікросхеми
Компанія виготовляє аналогові мікросхеми, такі як: операційні підсилювачі, ШІМ-контролери, MOSFET-драйвери, датчики температури та ін.